# 萊絲莉·瓊斯
安奈特·「萊絲莉」·瓊斯（英語：Annette "Leslie" Jones，1967年9月7日—）是一名美國女演員、獨角喜劇演員和編劇。較著名的是電視節目《週六夜現場》（2014年至2019年）的常駐演員和編劇，此外，她也在電影《姐姐愛最大》（2015年）和《魔鬼剋星》（2016年）中參與演出。

## 早期生活
萊絲莉·瓊斯出生於孟菲斯。她的父親是美國陸軍，且與家人常常搬家。2015年5月，她在《塞斯晚間脫口秀》上透露，因為自己身高達六尺，所以父親建議她從事運動職業。瓊斯曾考慮擔任律師和籃球員。

## 職業生涯
瓊斯曾表示，她的喜劇靈感是受到艾迪·墨菲、李察·普瑞爾和琥碧·戈柏所影響。
2016年，瓊斯出演了《魔鬼剋星》的重啟版電影，她在當中飾演帕蒂·托蘭，並與克莉絲汀·薇格、瑪莉莎·麥卡錫和凱特·麥金儂共同主演。
瓊斯和喜劇演員亞當·迪凡於2016年共同參與了好事達保險公司的廣告活動，由李奧貝納廣告負責。
2019年8月，瓊斯退出她自2014年常駐的電視節目《週六夜現場》，而不再參與第四十五季的演出。

## 網路攻擊
隨著《魔鬼剋星》上映，她的Twitter帳戶遭到許多種族歧視的惡意攻擊和霸凌。Twitter為此封禁了許多帳戶，其中包括Breitbart News的米羅·雅諾波魯斯，因為他被認為是策劃者。瓊斯也因此於2016年7月18日宣布離開Twitter。隨後立即於2016年7月21日重返Twitter。近一個月後，瓊斯又遭網路攻擊。她的個人網站被駭進，使其駕駛執照和護照照片被替換。該網站也公開了她的裸體照和哈蘭貝遭槍殺事件的影片（參照了之前曾攻擊瓊斯是大猩猩的種族歧視言論）。
這兩起事件造成了名人和粉絲的譴責和對瓊斯的聲援。保羅·費格、蓋布瑞·西迪貝、艾倫·狄珍妮、莎拉·貝寧卡薩、艾娃·杜威納、希拉蕊·柯林頓、凱蒂·佩芮、奧塔薇亞·史班森、安娜·坎卓克、莉娜·丹恩和洛妮·勒芙都公開聲援瓊斯。

## 外部連結
- 官方网站
- 萊絲莉·瓊斯在互联网电影资料库（IMDb）上的資料（英文）
- 萊絲莉·瓊斯的X（前Twitter）